# Романист (замысел Достоевского)
«Великолепная мысль. Иметь в виду. Идея романа. Романист…» — задуманное, но ненаписанное произведение русского писателя XIX века Фёдора Михайловича Достоевского. Замысел произведения датирован писателем 16 февраля 1870 года. Впервые материалы с упоминанием произведения были опубликованы в 1935 году.
Замысел «Романиста» возник во время работы Достоевского над «Житием великого грешника» и «Бесами» и, по мнению исследователей творчества писателя, послужил прообразом будущего «Дневника писателя».
Черновые записи преимущественно располагались среди различных биографических записей Достоевского. Задуманный роман предполагался автобиографическим произведением о взаимоотношении писателей и критиков. В подготовительных материалах упоминаются Иван Сергеевич Тургенев, Иван Александрович Гончаров, Алексей Николаевич Плещеев, Михаил Евграфович Салтыков-Щедрин, Александр Петрович Милюков, Лев Николаевич Толстой, Алексей Константинович Толстой, Иван Сергеевич Аксаков. Исследователи отметили, что автобиографичность произведения прослеживается в болезни главного героя «падучей», постоянной нужде, необходимости «писать на заказ», а также в совпадении мнения главного героя о Алексее Феофилактовиче Писемском с мнением самого автора, выраженном в одном из писем к брату.
Тема «утраченного таланта» интересовала Достоевского с начала творчества. Чрезмерные похвалы его первого романа «Бедные люди» позже сменились недоумением и насмешками над повестями «Двойник» и «Хозяйка». Увлечение писателя темой выражалось им самим в комментариях к записям — «великолепная мысль», «тема богатая». По мнению исследователей, в предполагаемом произведении автор собирался затронуть проблемы «исписавшегося таланта», авторских прав и прочих вопросов профессионального литераторства.